# Laurent Foirest

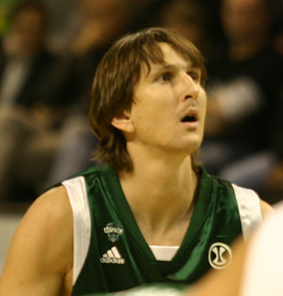
Laurent Foirest als Spieler

Laurent Marcel Guy Foirest (* 18. September 1973 in Marseille) ist ein französischer Basketballtrainer und ehemaliger -spieler.

## Laufbahn

### Spieler
Foirest spielte als Jugendlicher bei USPEG Marseille, seine ersten Schritte im Profibereich unternahm er 1989 beim Erstligisten Olympique d’Antibes. Dort entwickelte sich der athletische Linkshänder zum Stammspieler und bekam von Trainer Jacques Monclar viel Verantwortung übertragen. 1990 und 1995 gewann er mit Antibes die französische Meisterschaft. 1996 wechselte der 1,97 Meter große Flügelspieler innerhalb der französischen Liga zu Pau-Orthez. Auch hier wurde er zweimal Landesmeister (1998, 1999). Foirests Leistungen weckten Begehrlichkeiten im Ausland, unter anderem seine hohen Trefferquoten beim Dreipunktwurf ließen aufhorchen.
Zwischen 1999 und 2003 stand er beim spanischen Erstligisten TAU Céramica unter Vertrag. Seine Punktausbeute in der Liga ACB war leicht geringer als in seinem Heimatland, Stammspieler war Foirest bei TAU gleichwohl. 2001 erreichte er an der Seite von Spielern wie Luis Scola und Fabricio Oberto das Endspiel in der Euroleague, dort unterlag man Kinder Virtus Bologna. 2002 gewann der Franzose mit seiner Mannschaft sowohl den spanischen Meistertitel als auch den spanischen Pokal. In der Liga erreichte Foirest in diesem Spieljahr im Angriff die besten Werte seiner Zeit in Spanien (10,8 Punkte/Spiel).
Nach seiner Rückkehr zu Pau-Orthez im Jahr 2003 ließ Foirest in der Saison 2003/04 in der französischen Liga einen Mittelwert von 14,7 Punkten je Begegnung folgen, was in der Ligue Nationale de Basket seinen Karrierehöchstwert bedeutete. Bis 2006 blieb er in Pau-Orthez, 2004 wurde Foirest mit der Mannschaft erneut französischer Meister. Der letzte Halt seiner Spielerkarriere wurde ASVEL Lyon-Villeurbanne (2006 bis 2011). Auch hier gewann Foirest Titel, nämlich 2008 den französischen Pokalwettbewerb und 2009 die Meisterschaft. 2010 zog er sich eine schwere Achillessehnenverletzung zu, ein Jahr später gab er seinen Rücktritt bekannt.

#### Nationalmannschaft
1992 wurde er mit Frankreich Junioreneuropameister, Foirest war auf dem Weg zum Titel bester Korbschütze der Mannschaft (15,3 Punkte/Spiel), im Endspiel gegen Italien erzielte er 21 Punkte.
Zwischen 1995 und 2006 bestritt er 150 A-Länderspiele, bei den Olympischen Sommerspielen 2000 errang Foirest mit Frankreich die Silbermedaille. Er kam im Verlauf des olympischen Turniers auf 6,1 Punkte je Begegnung, im Endspiel gegen die Vereinigten Staaten (75:85) stand Foirest 16 Minuten auf dem Feld und erzielte drei Punkte. Foirest nahm im Herrenbereich an einer Weltmeisterschaft (2006) sowie fünf Europameisterschaften (1997, 1999, 2001, 2003, 2005) teil. Bei der EM 2001 in der Türkei führte er Frankreichs Korbjägerliste mit 14,0 Punkten je Partie an.

### Trainer
2011 wurde er Sportdirektor bei ASVEL Lyon-Villeurbanne und blieb bis Juni 2013 im Amt.
2014 stieß er zum Trainerstab der französischen Herrennationalmannschaft und wurde Assistent von Cheftrainer Pascal Donnadieu.
2015 wurde er Cheftrainer von UJAP Quimper. Er führte die Mannschaft 2016 zum Aufstieg in die zweithöchste Liga Frankreichs, die ProB. 2017 wurde er abermals zusätzlich zu seiner Aufgabe in Quimper Co-Trainer der französischen Nationalmannschaft, diesmal unter Vincent Collet.
Ende Juli 2023 wurde Foirest als neuer Cheftrainer des Erstligisten Metropolitans 92, seine Arbeit bei der Nationalmannschaft beendete er im Sommer 2023. Im November 2023 wurde er von den Metropolitans 92 entlassen, nachdem man seit dem Beginn des Spieljahres 2023/24 von zwölf Ligaspielen nur eines gewonnen hatte.